# السرب المقاتل 336
السرب المقاتل 336 (بالإنجليزية: 336th Fighter Squadron)‏ هو وحدة جوية تابعة للقوات الجوية الأمريكية. تم تعيينه إلى مجموعة العمليات الرابعة والمتمركزة في قاعدة سيمور جونسون الجوية، في ولاية كارولينا الشمالية.

## معرض صور

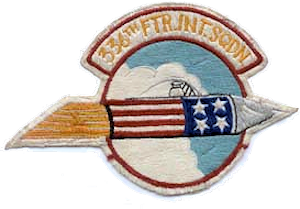
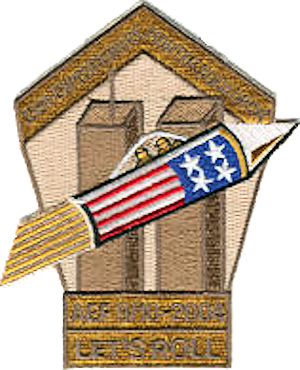
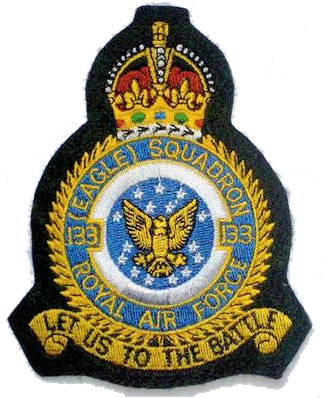